# Limonium portopetranum
El Limonium portopetranum és una saladina endèmica de Mallorca, que habita els voltants de Portopetro, al municipi de Santanyí, de la família Plumbaginaceae. El nom fa referència a la localitat on se'l descobrí el 1991.
Es tracta d'un petit camèfit que habita costes rocoses. Floreix entre juliol i agost, amb flors de color lila blavós. La seva situació és poc preocupant.